# The Seaforth Highlanders of Canada
The Seaforth Highlanders of Canada sont un régiment d'infanterie de la Première réserve de l'Armée canadienne. Il fait partie du 39e Groupe-brigade du Canada au sein de la 3e Division du Canada et son quartier général est situé à Vancouver en Colombie-Britannique.

## Rôle et organisation

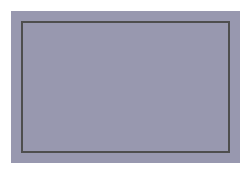
Insigne distinctif de la 3e Division du Canada

The Seaforth Highlanders of Canada sont un régiment d'infanterie légère stationné à Vancouver en Colombie-Britannique. Il fait partie du 39e Groupe-brigade du Canada, un groupe-brigade de la Première réserve de l'Armée canadienne qui fait lui-même partie de la 3e Division du Canada. Le commandant actuel du régiment est le lieutenant-colonel Ed L. Haverstock.
Tout comme c'est le cas pour les autres unités de la Première réserve de l'Armée canadienne, le rôle des Seaforth Highlanders of Canada est de former des soldats travaillant à temps partiel afin de servir de renfort lors des opérations des Forces armées canadiennes ainsi que d'être prêts pour le service actif pour appuyer les autorités civiles lors de catastrophes naturelles dans la région locale. Plus spécifiquement, le régiment s'est fait attribué une tâche de mission spécifique pour former des pionniers d'assaut, c'est-à-dire des soldats formés à la construction et au dégagement d'obstacles.

## Histoire

### Origines
Le 24 novembre 1910, les 72nd Highlanders of Canada sont créés à Vancouver en Colombie-Britannique. Le 15 avril 1912, ceux-ci sont renommés en « 72nd Seaforth Highlanders of Canada », puis, le 16 décembre suivant, en « 72nd Regiment "Seaforth Highlanders of Canada" ». Le 12 mars 1920, l'unité adopta son nom actuel, soit « The Seaforth Highlanders of Canada ».

### Seconde Guerre mondiale
Dans la foulée de la Seconde Guerre mondiale, le 1er septembre 1939, le régiment mobilisa un bataillon pour le service actif. Le 20 décembre suivant, celui-ci s'embarqua pour la Grande-Bretagne. Le 10 juillet 1943, il débarqua en Sicile, puis, le 4 septembre suivant, en Italie. Il servait en tant que composante de la 2e Brigade d'infanterie canadienne au sein de la 1re Division d'infanterie canadienne. Le 14 mars 1945, il fut envoyé dans le Nord-Ouest de l'Europe où il combattit jusqu'à la fin du conflit. Il fut officiellement dissous le 31 octobre 1945.
Le 1er juin 1945, le régiment mobilisa un second bataillon pour le service actif dans le théâtre de la guerre du Pacifique. Il fut officiellement dissous le 1er novembre 1945.

## Perpétuations

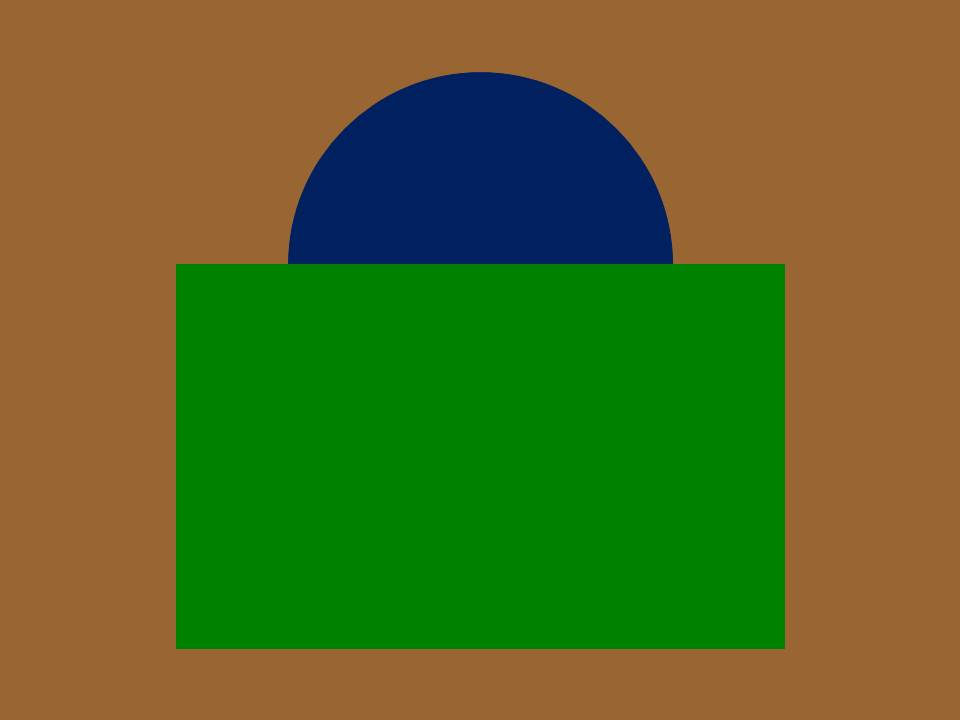
Insigne distinctif du 72e Bataillon « outremers », CEC

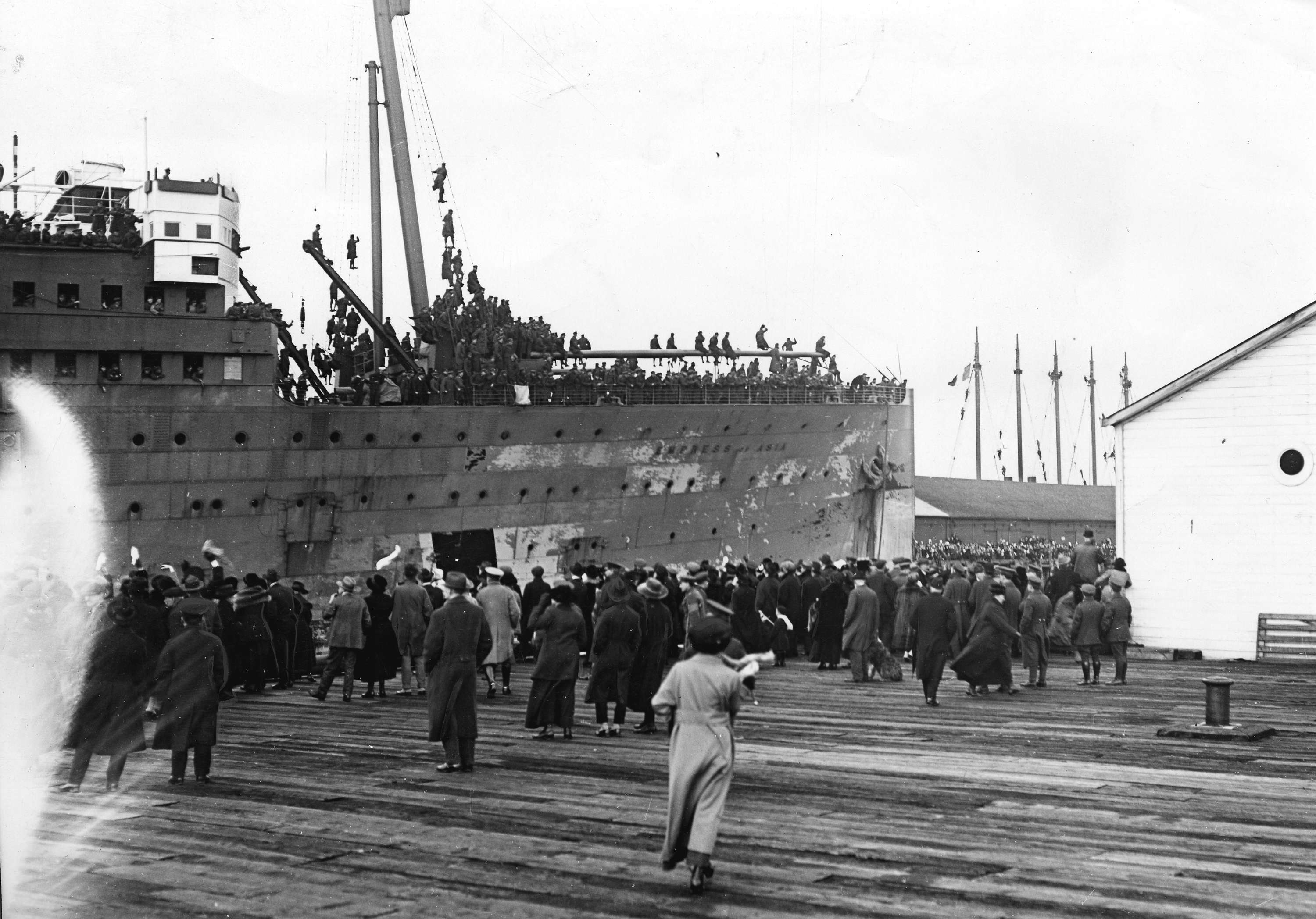
Le 72e Bataillon « outremers », CEC débarquant du RMS Empress of Asia à Vancouver en 1919

En plus de leur propre histoire, The Seaforth Highlanders of Canada perpétuent l'héritage de deux bataillons du Corps expéditionnaire canadien (CEC) de la Première Guerre mondiale : les 72e et 231e Bataillon « outremers », CEC.
Le 72e Bataillon « outremers », CEC a été créé le 10 juillet 1915. Le 23 avril 1916, il s'embarqua pour la Grande-Bretagne et, le 13 août suivant, il débarqua en France en tant qu'élément de la 12e Brigade d'infanterie canadienne au sein de la 4e Division canadienne avec laquelle il combattit jusqu'à la fin du conflit. Il fut officiellement dissous le 15 septembre 1920.
De son côté, le 231e Bataillon « outremers », CEC a été créé le 15 juillet 1916. Le 11 avril 1917, il s'embarqua pour la Grande-Bretagne où, 11 jours plus tard, son personnel fut transféré au 24e Bataillon de réserve, CEC qui servait à fournir des renforts aux troupes canadiennes au front. Il fut officiellement dissous le 11 avril 1918.

## Honneurs de bataille

Drapeau consacré des Seaforth Highlanders of Canada arborant une partie des honneurs de bataille du régiment

Les honneurs de bataille sont le droit donné par la Couronne au régiment d'apposer sur ses couleurs les noms des batailles ou des conflits dans lesquels il s'est illustré.
| Première Guerre mondiale     | Première Guerre mondiale    |
| ---------------------------- | --------------------------- |
| Ypres, 1915, '17             | Festubert, 1915             |
| Somme, 1916                  | Crête d'Ancre               |
| Ancre, 1916                  | Arras, 1917, '18            |
| Vimy, 1917                   | Passchendaele               |
| Amiens                       | Scarpe, 1918                |
| Drocourt-Quéant              | Ligne Hindenburg            |
| Canal du Nord                | Valenciennes                |
| Sambre                       | France et Flandres, 1915-18 |
| Seconde Guerre mondiale      |                             |
| Débarquement en Sicile       | Agira                       |
| Adrano                       | Vallée de Troina            |
| Sicile, 1943                 | Monte San-Marco             |
| Baranello                    | Le Moro                     |
| San Leonardo                 | Le Ravin                    |
| Ortona                       | Vallée du Liri              |
| Ligne Hitler                 | Ligne gothique              |
| Crête de Pozzo Alto          | Ligne Rimini                |
| San Martino-San Lorenzo      | San Fortunato               |
| Tête de pont du Savio        | Canal Naviglio              |
| Fosso Munio                  | Granarolo                   |
| Italie, 1943-1945            | Apeldoorn                   |
| Nord-Ouest de l'Europe, 1945 |                             |
| Guerre d'Afghanistan         |                             |
| Afghanistan                  |                             |

## Traditions et patrimoine

Drapeau de camp des Seaforth Highlanders of Canada

Les traditions et les symboles des Seaforth Highlanders of Canada sont les éléments essentiels à l'identité régimentaire. Le symbole le plus important est l'insigne du régiment qui est inspiré de l'insigne des Seaforth Highlanders de l'Armée britannique en y ajoutant le monogramme de Léopold, duc d'Albany et quatrième fils de la reine Victoria, ainsi que la couronne que le duc portait en tant qu'enfant cadet de la souveraine. L'insigne comprend aussi la devise du régiment qui est « Cuidich'n Righ », ce qui signifie « Aide le roi ».
Un autre élément important de l'identité d'un régiment sont les marches régimentaires. Celle des Seaforth Highlanders of Canada s'intitule The Piobaireachd of Donald Dhu.
The Seaforth Highlanders of Canada sont jumelés avec The Royal Regiment of Scotland, un régiment de l'Armée britannique.